# Steve Heighway
Stephen Derek "Steve" Heighway (nascido a 25 de novembro de 1947) ex-jogador de futebol Irlandês, que fez parte do bem-sucedido time de Liverpool dos anos 70. Considerado um dos maiores jogadores do Liverpool, ele ficou em 23º lugar na lista dos melhores jogador da história do clube (100 Players Who Shook The Kop).Heighway tornou-se diretor de academia do Liverpool em um período em que o clube trouxe através de jogadores como Steven Gerrard, Ryan Flynn e Jamie Carragher. Ele se aposentou em 2007, mas depois voltou à academia de Liverpool em um cargo de consultoria que ele detém atualmente.
Heighway tornou-se diretor das categorias de base do Liverpool em um período em que o clube revelou jogadores como Steven Gerrard, Ryan Flynn e Jamie Carragher. Aposentou-se em 2007, mas depois voltou em um cargo de consultoria.

## Vida e carreira

### Liverpool
Apesar de ter nascido em Dublin, Irlanda, parte da educação inicial de Steve aconteceu em Sheffield, onde estudou na Ecclesall Junior School (até 1959), depois na High Storrs School e, posteriormente, no Moseley Hall Grammar School for Boys em Cheadle, perto de Stockport.
Heighway não foi notado pelos olheiros dos clubes profissionais quando ele chegou à adolescência e, portanto, concentrou-se em seus estudos e jogava na varzea enquanto completava sua licenciatura em economia e política na Universidade de Warwick, em Coventry, (onde começou em 1966).
Em 1970, Heighway estava estudando para os exames finais e jogando pelo Skelmersdale United quando foi visto pelos olheiros do Liverpool. Com o treinador, Bill Shankly, empenhado em reconstruir completamente a sua equipe envelhecida e mal-sucedida dos anos 1960, Heighway foi contratado rapidamente em maio de 1970. Foi devido às realizações acadêmicas de Heighway que ele recebeu o apelido de "Big Bamber", o companheiro de equipe e colega acadêmico, Brian Hall, foi apelidado de "Little Bamber".
Heighway, era um extremo forte e dinâmico que se estabeleceu no time titular com facilidade depois de fazer a sua estreia em 22 de setembro de 1970 em um jogo da Taça da Liga em Anfield. Steve fez seu primeiro gol aos 51 minutos em uma vitória por 2 a 0 sobre o Burnley em 21 de outubro de 1970.
Um mês depois, ele marcou contra o Everton em uma dura vitória por 3-2, depois que os Reds se viram perdendo por 2 a 0. O Liverpool também derrotou o Everton nas semifinais da Taça de Inglaterra e chegou à final em Wembley. O adversário era o Arsenal, que estava atrás de um cobiçado "double", depois de ter vencido a Primeira Divisão. Heighway jogou com confiança em um jogo que não teve gols após 90 minutos e, portanto, precisava da prorrogação. Apenas dois minutos após a prorrogação, Heighway recebeu a bola e correu para a área do Arsenal, com o lateral Pat Rice, o marcando. Heighway driblou Rice e chutou para o gol de Bob Wilson, que havia cometido o pecado de tentar antecipar a bola e deixou uma brecha, Heighway explorou essa brecha e o Liverpool abriu o placar. Era notável que, apesar da alegria do momento, Heighway mal pudesse se mexer para comemorar devido ao calor e fadiga extremos e apenas decidiu levantar os braços em triunfo.
Infelizmente para Heighway e para o Liverpool, os seus adversários marcaram dois gols e ganharam o "double". No entanto, o gol marcado por Heighway se tornou um dos gols mais mostrados para os jovens goleiros como um exemplo do que pode dar errado se o posicionamento do goleiro não estiver correto.
O Heighway se estabeleceu na equipe titular do Liverpool na próxima década, vencendo o primeiro de quatro títulos da Liga em 1973, juntamente com a Copa da UEFA. Ele retornou ao Wembley para outra final da FA Cup, um ano depois, quando o Liverpool enfrentou o Newcastle United. Desta vez, Liverpool não se incomodou. Heighway marcou novamente com 16 minutos de jogo para fazer o 2-0. O jogo terminou em vitória do Liverpool por 3-0.
Ele conseguiu conquistar outro título da liga e Copa da UEFA com o Liverpool em 1976 e, em seguida, fez parte do time que chegou tão perto do glorioso "treble" da Liga, FA Cup e a Liga dos Campeões.
O Liverpool venceu a liga por apenas um ponto e novamente derrotou o rival Everton para chegar à final da FA Cup, desta vez para enfrentar o rival Manchester United em Wembley. Com a final da Liga dos Campeões em Roma, quatro dias depois, Heighway e seus companheiros de equipe tiveram uma grande chance de fazer história no futebol. Mas isso nunca aconteceu pois o Liverpool perdeu por 2-1 em Wembley, e o sonho do "treble" estava morto. Em seguida, eles derrotaram o Borussia Mönchengladbach , por 3-1 e ganharam o seu primeiro título Europeu.
Em 1978, Heighway estava no banco de reservas quando o Liverpool foi bicampeão da Liga dos Campeões com uma vitória por 1-0 sobre o FC Bruges em Wembley, e vem como um substituto para o Jimmy Caso. No ano seguinte, ele estava novamente no time titular e conquistou mais um título da Primeira Divisão, mas a partir de 1980 suas oportunidades diminuiram.
Heighway ficou por mais duas temporadas no clube e conquistou mais dois campeonato, a Liga dos Campeões e a primeira Copa da Liga medalha, que foi defendido com sucesso um ano depois. Ele deixou o Anfield em 1982, depois de 444 partidas e 76 gols.

### EUA e Pós-Carreira
Heighway, em seguida, prolongou sua carreira com uma transferência para o Minnesota Kicks para a temporada de 1981. Ele jogou 26 jogos e marcou 4 gols. Ele então se juntou à equipe de treinadores da Umbro, o que levou a um cargo no Clearwater Chargers onde ele foi pioneiro no papel de Diretor de Futebol nos Estados Unidos. 
Steve continuou seus sucessos no Chargers e em 1989 foi convidado a se juntar ao Liverpool para dirigir sua academia de juniores, trazendo jovens promissores para o clube. Entre os sucessos de Heighway estão: Steve McManaman, Robbie Fowler, Steven Gerrard, Jamie Carragher, Dominic Matteo, David Thompson e Michael Owen.
Em 4 de setembro de 2006, uma enquete no site oficial do Liverpool nomeou Heighway como 23º melhor jogador da história do clube.
Heighway anunciou sua aposentadoria do Liverpool em 26 de abril de 2007, logo após a equipe que ele montou ganhar a FA Youth Cup pelo segundo ano consecutivo: ele comentou: "Eu não sei o que o futuro reserva ainda, vamos ter que esperar e ver." 

### Seleção
Heighway era um jogador regular na Seleção Irlandesa, fazendo sua estreia em 23 de setembro de 1970, contra a Polônia. Ele permaneceu assim durante toda a década de 1970, jogando um total de 34 jogos. Steve nunca conseguiu marcar para a República. Steve nunca conseguiu marcar gol pela seleção. No entanto, ele teve um gol anulado em uma eliminatória para a Copa do Mundo de 1978 contra a Bulgária em Sofia. Se o gol fosse validado, isso significaria que a Irlanda e não a França se classificariam para a Copa do Mundo.

## Honras

### Jogador
- Primeira Divisão (4): 1972-73, 1975-76, 1976-77 e 1978-79
- FA Cup (1): 1973-74
- Taça Da Liga (1): 1980-81
- Supercopa da Inglaterra (4): 1974, 1976, 1977 (compartilhada) e 1979
- Liga dos Campeões (2): 1976-77 e 1977-78
- Copa da UEFA (2): 1972-73 e 1975-76
- UEFA Super Cup (1): 1977

### Como diretor da Academia
- FA Youth Cup (3): 1996, 2006 e 2007